# سیکلوپروپانول
سیکلوپروپانول (به انگلیسی: Cyclopropanol) یک ترکیب شیمیایی با شناسه پاب‌کم ۱۲۳۳۶۱ است. که جرم مولی آن ۳۱۰٫۳۶ g/mol می‌باشد. 